# Hydrobiosella propinqua
Hydrobiosella propinqua là một loài Trichoptera trong họ Philopotamidae. Chúng phân bố ở miền Australasia.